# Diona Reasonover
Diona Reasonover (Detroit, 6 gennaio 1992) è un'attrice statunitense.
È principalmente nota per aver interpretato Charmaine Eskowitz nella serie Clipped e Kasie Hines in NCIS - Unità anticrimine.

## Biografia
La Reasonover ha frequentato lo Ohio's Oberlin College specializzandosi in teatro e danza, per poi perfezionare i propri studi di recitazione presso la California Institute of the Arts.

## Filmografia parziale

### Televisione
- Clipped - serie TV, 10 episodi (2015)
- Future Man - serie TV, 2 episodi (2017-2019)
- NCIS - Unità anticrimine (NCIS) - serie TV, 106 episodi (2018-in corso)
- NCIS: Hawai'i - serie TV, episodi 1x18-2x01 (2022)

## Doppiatrici italiane
Nelle versioni in italiano delle opere in cui ha recitato, Diona Reasonover è stata doppiata da:
- Giulia Franceschetti in NCIS - Unità anticrimine, NCIS: Hawai'i